# Кокшотт, Пол
Пол Кокшотт (англ. William Paul Cockshott, 1952 г. р., Эдинбург) — шотландский учёный. Лауреат Distingwished Achievement Award of World Political Economy for the 21th Century (2012).
Окончил Манчестерский университет (бакалавр экономики с отличием, 1973). Степень магистра по компьютерным наукам получил в Университете Хериота-Уатта (1976).
Степень доктора философии по компьютерным наукам получил в Эдинбургском университете.
В 1988—1997 годах работал в Стратклайдском университете.
С 1998 года работает в Университете Глазго.
В 1977—2002 года — член Компьютерной ассоциации Института инженеров электротехники и электроники (IEEE Computer Society).
С 1992 года — член Американской ассоциации содействия развитию науки.